# Dendropsophus arndti
Dendropsophus arndti es una especie de anfibio de la familia Hylidae. Es endémica de Bolivia y Peru.

## Descripción
Los machos adultos miden 32 mm, las hembras miden 33 mm. La cabeza es más ancha que larga, el hocico es redondeado. Los ojos son grandes y protuberantes.

## Hábitat
Sus hábitats naturales incluyen sabanas inundadas y cuerpos de agua permenentes y temporales.  Existen registros de su presencia en alturas entre 148 y 529 metros sobre el nivel del mar.